# 共和大街
共和大街（法語：Avenue de la République）是巴黎十一区的一条街道，连接共和广场和拉雪兹神父公墓。 
共和大街开辟于1857年，最初从共和广场延伸到马耳他路。从1857年至1882年，经过一系列的扩展，延伸至梅尼蒙大道（Boulevard de Ménilmontant）。

## 建筑
- 79号：欧洲管理学院（ESCP-EAP）成立于1820年，于1898年搬到这里。
- 101号：伏尔泰中学（Lycée Voltaire）